# 찰스 마틴 스미스
찰스 마틴 스미스(Charles Martin Smith, 1953년 10월 30일 ~ )는 미국의 배우 및 영화 감독이다.

## 작품 목록

### 감독
- 더 웨이 홈